# Liste von Kraftwerken in Nauru
Dies ist eine Liste der derzeitigen, geplanten und ehemaligen Kraftwerke Naurus.
Die Elektrizitätsversorgung in Nauru wird durch die Nauru Utilities Corporation bereitgestellt. Ziel war es bis 2015 50 Prozent des Energiebedarfs durch Erneuerbare Energien sicherzustellen.
Derzeit (Stand 2020) kann der Bedarf von 5,3 MW durch das einzige öffentliche Kraftwerk auf der Insel gedeckt werden. Zwei neue Generatoren wurden 2016 in Betrieb genommen.

## Kraftwerke in Betrieb
Quelle:
| KW-Name          | Leistung in MW | Standort      | Betreiber                   | Status               | Art                |
| ---------------- | -------------- | ------------- | --------------------------- | -------------------- | ------------------ |
|                  | 11,600         |               | Nauru Utilities Corporation | seit 1950 in Betrieb | Dieselgenerator    |
| Nauru College PV | 00,040         | Nauru College | Nauru College               | seit 2008 in Betrieb | Photovoltaikanlage |
| [ 5 ]            | 01,125         |               |                             | seit 2019 in Betrieb | Photovoltaikanlage |
| GESAMT           | 12,765         |               |                             |                      |                    |